# 105211 Sanden
105211 Sanden este o planetă minoră (asteroid) din centura de asteroizi. A fost descoperită pe 29 iulie 2000 la Observatorul Siding Spring de Robert H. McNaught. 
Obiectul prezintă o orbită caracterizată de o semiaxă mare de 1,9510877523763 UAi, o excentricitate de 0,11, o înclinație de 23,4 ° în raport cu ecliptica.